# Reacción en cadena de la ligasa
La Reacción en cadena de la ligasa o LCR (del inglés, Ligase Chain Reaction) es un método similar a la PCR,  pero basándose en la función de una ligasa termoestable (normalmente la ligasa de Thermus aquaticus). 
Al igual que con la PCR, con la LCR se puede amplificar una secuencia de ADN concreta, así como determinar una mutación de una base nucleotídica.

## Ciclos de amplificación
Se utilizan cuatro cebadores (2 parejas), de los cuales dos de ellos hibridan a una cadena del ADN molde,  y los dos cebadores restantes a la cadena complementaria. Debemos aclarar que, aunque los cebadores sean complementarios entre sí, la hibridación entre ellos se evita incluyendo una cola 3’ en los cebadores opuestos. A continuación se produce la amplificación en ciclos, alternando un tiempo de desnaturalización (en el que se incuban a 95° durante 1 minuto), un tiempo de hibridación del cebador (4 minutos a 65°) y un tiempo para la ligación. Estos pasos se repiten durante 10-20 ciclos 
Esta amplificación solo se producirá si hay perfecta complementariedad entre los extremos de cada par de cebadores, de manera que finalmente obtendremos un fragmento de ADN cuya extensión será la correspondiente a la suma de las bases de los dos cebadores. 
Además, concretamente uno de los cebadores de la pareja debemos añadirlo fosforilado en el extremo 5', ya que la ligasa requiere un extremo 5' fosforilado y un 3' libre para realizar su función. No obstante, podemos utilizar esta característica para la visualización posterior, ya que la fosforilación la podemos realizar con 32P, de manera que el cebador 5' queda marcado.
Posteriormente, los productos amplificados se observan en una electroforesis en gel de agarosa.